# Liophidium chabaudi
Liophidium chabaudi är en ormart som beskrevs av Domergue 1984. Liophidium chabaudi ingår i släktet Liophidium och familjen snokar.
Inga underarter finns listade i Catalogue of Life.
Arten förekommer på västra Madagaskar vid kusten i områden som ligger upp till 50 meter över havet. Habitatet utgörs av sanddyner och av angränsande landskap. Honor lägger ägg.
För beståndet är inga hot kända och populationen anses vara stabil. IUCN kategoriserar arten globalt som livskraftig.